# Wilhelm Ludwik Wirtemberski
Wilhelm Ludwik Wirtemberski (ur. 7 stycznia 1647, Stuttgart  – zm. 23 czerwca 1677, Hirsau) – książę Wirtembergii.

## Życiorys
Dziewiąte dziecko Eberharda III i Anny Katarzyny.
6 listopada 1673 roku w Darmstadt ożenił się z Magdaleną Sybillą, córką landgrafa Hesji-Darmstadt Ludwika VI i Marii Elżbiety Oldenburg, mieli czworo dzieci:
- Eleonora Dorota (1674)
- Eberharda Luiza (1675)
- Eberhard Ludwik (1676-1733) książę Wirtembergii
- Magdalena Wilhelmina (1677-1742) żona margrabiego Badenii Karola III Wilhelma